# Comédia cinematográfica

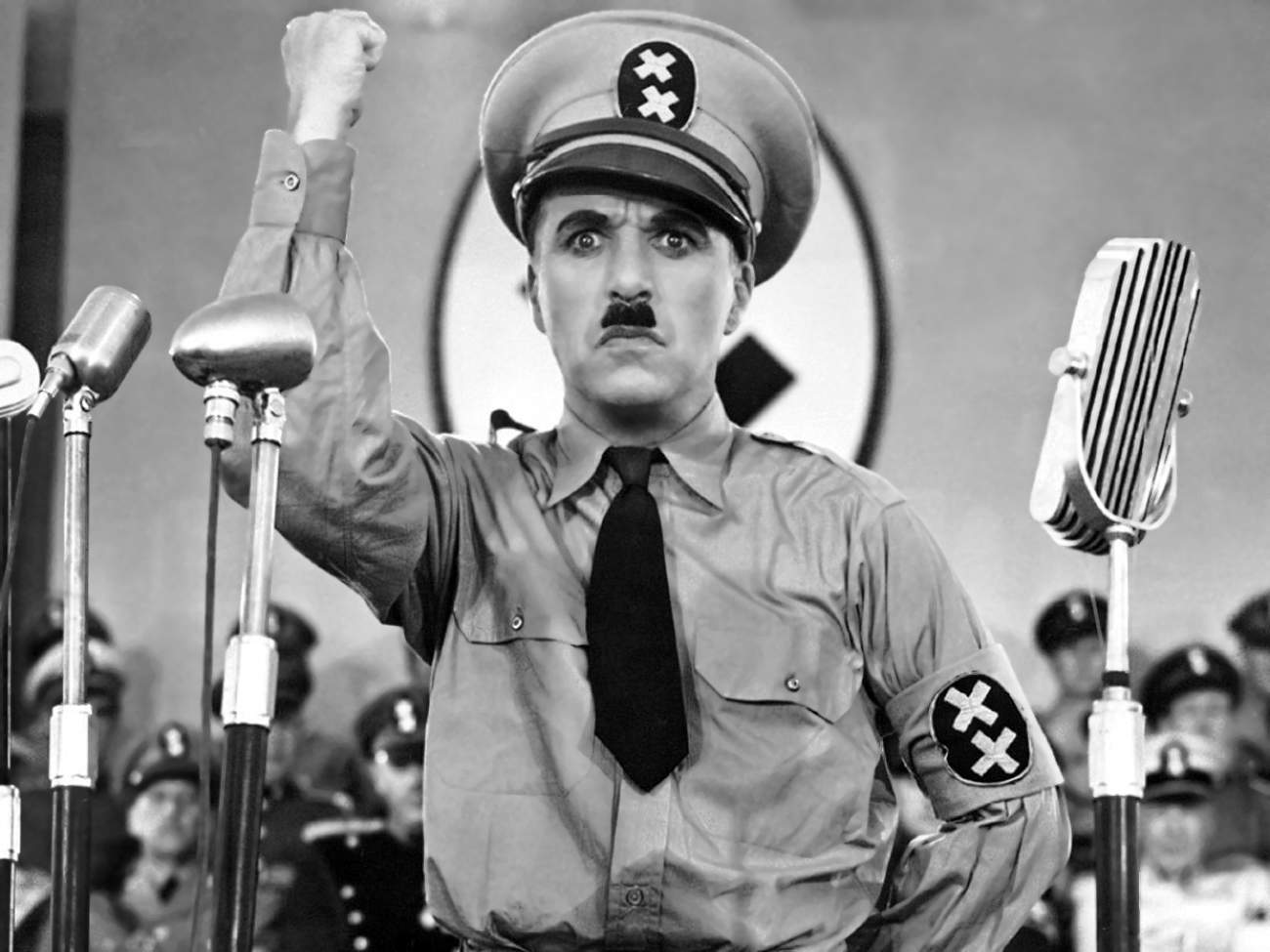
Charlie Chaplin na comédia O Grande Ditador (1940)

Uma comédia cinematográfica é uma classificação de filme com humor ou que pretende provocar o riso da audiência. Juntamente ao drama, é um dos mais importantes gêneros de cinema.

## História
O filme cômico, que se caracteriza pela inclusão de gags, pilhérias ou brincadeiras, tanto visuais como verbais, começou sua existência praticamente no início desta arte. L'arroseur Arrosé (O Regador Regado), de 1896, filme francês dos irmãos Lumière, é considerado a primeira comédia da história do cinema. Desde o começo, criaram-se filmes em que se mostravam imagens que alegravam ou faziam rir o espectador, ainda que fosse sem o acompanhamento do som. Nestas comédias, quase em sua totalidade estadunidenses, utilizavam-se de perseguições, golpes, quedas, surpresas dos personagens para conseguir a hilaridade do público. Era um cinema cheio de golpes com tortas, choques de automóveis, velozes perseguições policiais e inúmeras situações mais ou menos insólitas. Observam-se ali os protótipos do que seria o cinema de comédia.

## Comédia muda
A comédia muda teve origem no vaudeville, no café concerto, no music-hall e no circo. Os fatores externos, e não propriamente a personagem, eram os desencadeadores das situações inusitadas e sem sentido, dando graça aos instantes, sem qualquer preocupação, na época, com a continuidade narrativa.
L'arroseur arrosé ("O Regador Regado"), de 1896, filme francês dos irmãos Lumière, é considerado a primeira comédia da história do cinema. No entanto, ainda antes desse filme, já se poderia dizer que “Sneeze” (“O Espirro”), de 1894, dirigido por William Dicson e estrelado por Fred Ott, para a Companhia Kinetoscópica, teria sido a primeira comédia do cinema. Na verdade, foi um filme rodado por acaso, numa das tentativas de Edison em viabilizar o cinematógrafo. Ott era um simples empregado da companhia, mas pode ser considerado como o primeiro ator cômico do cinema.
Alguns anos mais tarde, Max Linder conseguiu criar um personagem com características individuais, destacando-se mediante os recursos cômicos da época, feitos através de situações disformes ou cortes abruptos de câmara. Um dos seus principais filmes foi Max Pédicure Pour Amour (“Calista Por Amor”), de 1912, já revelando estrutura narrativa e algum lirismo (que mais tarde inspiraria Charles Chaplin para a criação de seu genial vagabundo).
Foi nos EUA, porém, que a comédia muda alcançou seu campo mais produtivo, haja vista o país estar passando, então, por um período de mudanças, pós-guerra civil, a caminho da democracia. As comédias abordavam temas rapidamente absorvidos pelo público, tais como a crítica a instituições convencionais: casamento, escola, ordem pública, numa forma de “criticar a si mesmos”. As comédias mostravam, portanto, roubos grotescos, flertes com a mulher do amigo, mentiras, marcando o surgimento do gênero nonsense.
Em 1909, Mack Sennett entra para a Biograph, companhia de David Griffith, atuando, no ano seguinte, em The Curtain Pole, inaugurando o slapstick (pastelão) no cinema americano. Em 1912, Sennett funda a Keystone, passando a produzir suas próprias comédias, criando sua marca registrada: as Bathing Beautes (em desconcertantes trajes de banho), que saltitavam em torno dos Keystone Cops (grupo de policiais). Criava-se, assim, o caos social no cinema.
Com o surgimento de Charles Chaplin, há uma grande mudança no cinema cômico. Inicialmente seu personagem ainda tinha a brutalidade dos personagens da Keystone, mas já com a sensibilidade proveniente da cultura inglesa, com um refinamento interpretativo, que aos poucos vai se delineando até compor o personagem eternizado do vagabundo. O primeiro filme de Chaplin para a Keystone foi Making a Living (“Carlitos Repórter”), em 1914, e mostrava-o com cartola, sobrecasaca e monóculo, numa cena mais lírica, beijando gentilmente a mão da atriz Virgínia Kirtley, mas ainda havia cenas de perseguição, típicas da Keystone. Apenas em 1915, com os dois filmes feitos para a Cia. Essanay, The Tramp (“O Vagabundo”), e The Bank (“O Banco”/ “Ordenança de Banco”), Chaplin consegue delinear seu personagem. A triste alegria cômica seria marcante na arte de Chaplin, culminando em 3 grandes filmes: The Kid (“O Garoto”), de 1920, The Gold Rush (“Em Busca do Ouro”), de 1925, e City Lights (“Luzes da Cidade”), de 1931.
Surgem posteriormente 3 grandes cômicos do cinema mudo: Buster Keaton, Harold Lloyd e Harry Langdon.
Langdon retira de Chaplin a maneira de se vestir, mas apresenta maior suavidade na tela. Sob a direção de Frank Capra, produz seus próprios filmes: Tramp, Tramp, Tramp (1927), The Strong Man (“Um Homem Forte”) (1926), e Long Pants (“O Pinto Calçudo”) (1927).
Harold Lloyd era impulsivo, nervoso e arguto, compôs o personagem com ar inocente, óculos de aro de tartaruga, atraído pelo perigo. Não aceitava dublê para cenas de perigo. Alguns exemplos são Safety Last (“O Homem Mosca”), de 1923, em que mostra sua habilidade em construir gags e seu amor pelo perigo, e The Fresh Man (“O Calouro”), de 1925.
Buster Keaton, por sua vez, tinha o ar impassível e movimentos delicados. Estreou no cinema em 1916, fazendo pequenas comédias com Roscoe Arbuckle (Fatty Arbuckle ou, no Brasil, “Chico Boia”), e em 1920 começou a produzir seus próprios filmes. Entre seus filmes mais conhecidos estão Sherlock Jr. (“Bancando o Águia”), de 1924, The Navigator (“Marinheiro por Descuido”), de 1924, e The General (“O General”), de 1926, quando utiliza a mecanização como forma de expressão.
Com o surgimento do som, poucos foram os cômicos do cinema mudo que sobreviveram. Chaplin tentou se adaptar com The Great Dictator (“O Grande Ditador”), em 1940, seu primeiro filme sonoro, mas após essa mudança sua receptividade já não foi a mesma. Somente Stan Laurel e Oliver Hardy, em parceria desde 1927, ultrapassam com sucesso a barreira do som.

## Gêneros híbridos
- Comédia de ação
- Comédia romântica
- Comédia dramática
- Comédia de terror